# Otto G. Carlsund
Otto Gustaf Carlsund (født 11. december 1897 i Sankt Petersborg ; død 25. juli 1948 i Stockholm) var en svensk kubistisk maler, kunstkritiker og udstillingsarrangør.
Carlsund tilbragt de første år i Sankt Petersborg, hvor familien var udstationeret. Han rejste 1908 med moren tilbage til Sverige.
I en periode studerede han i Dresden, i Norge på Konstakademien og hos Fernand Léger i Paris 1924-30.
1930 udsendte han med blandt andre Theo van Doesburg manifestet om konkret kunst Art Concret, der var rettet mod opkomsten i 1920'erne af surrealismen med dens Interpresse for symbolsk gengivelse af underbevidstheden. 
Heroverfor hedder det i manifestets punkt 3° fra foråret 1930:
"Maleriet skal være helt bygget op med rent plastiske elementer, det vil sige overflader og farver. Et billedelement har ingen betydning ud over 'sig selv'; derfor har et maleri ikke nogen anden betydning end 'sig selv'."
Carlsund var på Stockholmudstillingen 1930 medarrangør af en udstilling i Restaurang Puck med postkubistisk kunst. Der solgtes kun tre billeder, og udstillingen er siden blevet kaldt "konkretistfiaskot"
Da hans ideer ikke vandt megen genklang i Sverige, virkede han i mange år derefter som kritiker, skribent og redaktør.
I dag beskrives udstillingen i Stockholm 1930 dog som "..kanske..den viktigaste modernistiska utställning som ägt rum i Sverige".
Og i 2012 solgtes et billede af Carlsund på auktion for 7.670.000 kr.
| - Portrætter af Otto G. Carlsund - Carlsund af Isaac Grünewald - Carlsund af ukendt tegner | - Tidsskriftforside og manifest - Forsiden til første nummer af Art Concret - Manifestet for konkret kunst fra 1930 |

| - Kubistiske kompositioner af Otto G. Carlsund - Vintage, 1924 - Biografsviten, 1926 - Brun maskinist, 1926 - Rapid, 1930 - Konstruktion, 1931 - Komposition, 1947 - Fabrik, før 1948 - Komposition, før 1948 |